# Hiraea ternifolia
Hiraea ternifolia är en tvåhjärtbladig växtart som först beskrevs av Carl Sigismund Kunth, och fick sitt nu gällande namn av Adrien Henri Laurent de Jussieu. Hiraea ternifolia ingår i släktet Hiraea och familjen Malpighiaceae. Utöver nominatformen finns också underarten H. t. peruviana.